# Tubungan
Tubungan est une municipalité de la province d'Iloilo, aux Philippines. En 2015, la localité compte 22 449 habitants.